# Sistema di preservazione culturale in Corea del Sud

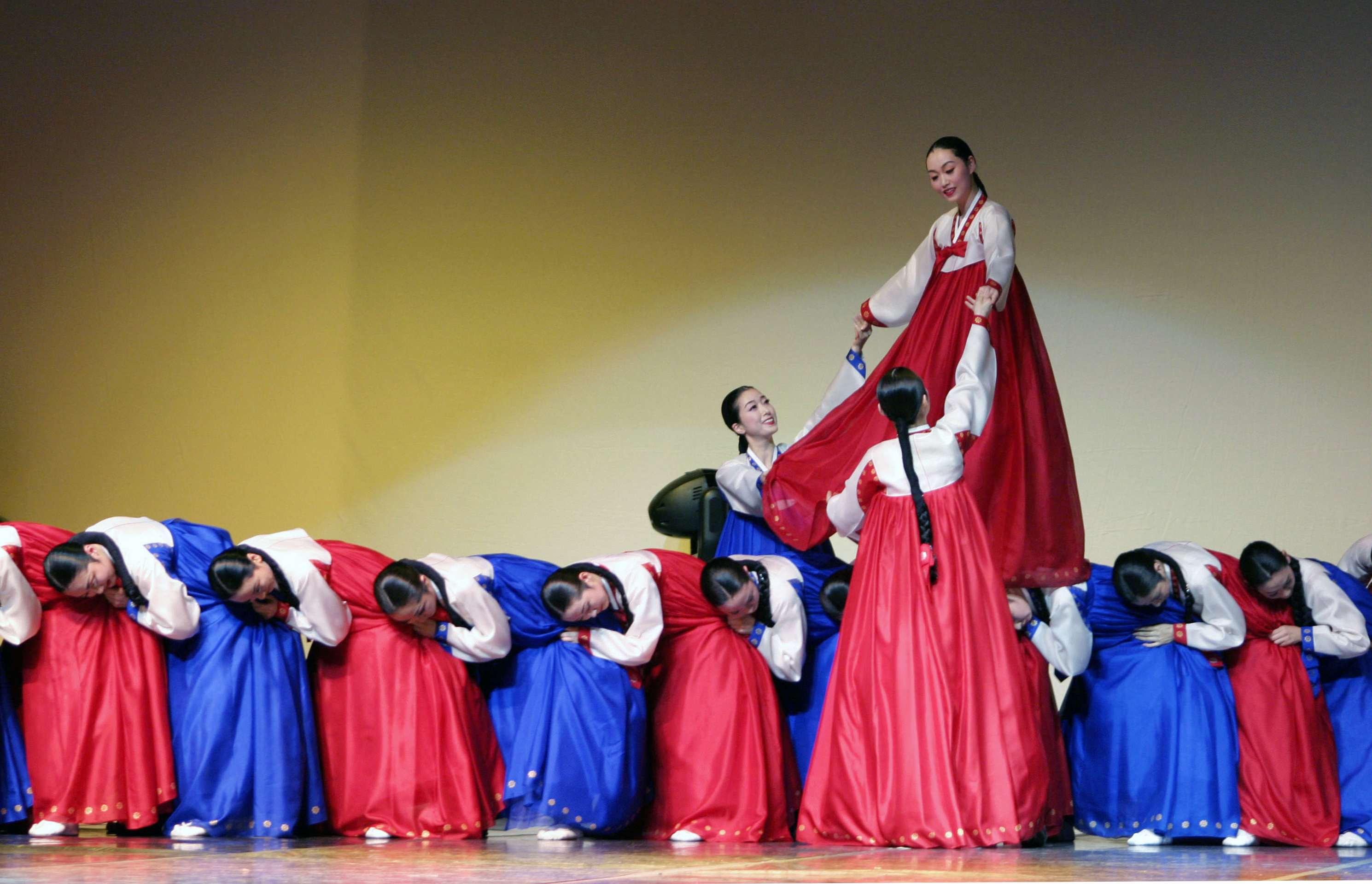
Danza femminile Ganggangsullae, designata come eredità culturale intangibile.

Il sistema di preservazione culturale della Corea del Sud è un programma attuato dall'Amministrazione per l'eredità culturale (abbreviato CHA) volto a preservare e mantenere l'eredità culturale coreana.
La CHA ha diviso il patrimonio culturale in cinque categorie principali (patrimonio designato dallo Stato, patrimonio designato da città e province, materiale del patrimonio culturale, patrimonio culturale registrato e patrimonio culturale non registrato) divise a loro volta in sottocategorie. Oltre al patrimonio culturale materiale, la Corea del Sud preserva anche il suo patrimonio culturale cosiddetto "intangibile" o "immateriale", che include i costumi popolari, la musica, le danze e l'artigianato. Il programma prevede anche l'inserimento dei tesori nazionali viventi, cioè persone le quali detengono la conoscenza e le abilità per il passaggio del patrimonio culturale immateriale alle nuove generazioni. La Corea del Sud ha fondato numerosi centri educativi in tutta la nazione e ha costituito un'Università nazionale per il patrimonio culturale di Corea, dedicata alla preservazione del patrimonio culturale.
Alcune delle voci sotto tutela da parte della Corea del Sud sono anche iscritte alle varie liste dell'UNESCO. Al 2014, la nazione contava nove siti culturali e uno naturale nel patrimonio dell'umanità, con altri 15 aggiunti alla lista provvisoria; 17, invece, erano le voci registrate nella lista dei patrimoni immateriali.

## Amministrazione per l'eredità culturale
Il programma è gestito dall'Amministrazione per l'eredità culturale (대한민국 문화재청?, in inglese: Cultural Heritage Administration), nata da un organismo istituito nel 1945 dall'amministrazione militare americana in Corea. In un primo momento l'ufficio per la salvaguardia del patrimonio venne affidato al Ministero dell'Educazione, per poi passare al Ministero della Cultura. Tra il 1999 e 2004 venne elevata ad agenzia indipendente. L'amministrazione gestisce il National Palace Museum of Korea così come altri siti di palazzi e santuari. È anche responsabile del sito delle tombe reali della dinastia Joseon che sono inserite nella lista dei siti del Patrimonio Mondiale UNESCO.
Nel 2000, la CHA ha istituito l'Università nazionale per il Patrimonio Culturale di Corea, la quale è specializzata nella formazione volta a preservare, appunto, il patrimonio culturale. Dal 1999, il Governo coreano ha fondato 27 centri educativi per il mantenimento del patrimonio culturale immateriale.

## Storia
La struttura legale su cui il sistema di preservazione del patrimonio culturale si basa è riconducibile alla legge 961 del 1962 (문화재보호법?, Munhwajae BohobeopLR) la quale a sua volta si rifà ad una legge simile promulgata in Giappone nel 1950. La legge coreana, però, ha una portata più ampia, in quanto si estende anche al folklore. Venne successivamente modificata nel 1970 in modo da supportare anche finanziariamente le persone coinvolte.

Durante i primi anni del programma, proprio in seguito alla guerra di Corea, al CHA vennero assegnati pochi mezzi economici. Go Sang-ryeol, amministratore del CHA dal 1961 al 1968, iniziò la ricerca dei patrimoni culturali immateriali sulla base di una serie di articoli scritti da Yae Yong-hae per il quotidiano Hankook Ilbo, in quanto il giornalista trascorse molto tempo esplorando il Paese intervistando vecchi maestri artigiani. La prima voce ad essere inserita nella lista del patrimonio intangibile fu presa, appunto, da un articolo di Yae. Altre vennero aggiunte seguendo le opinioni dei ricercatori, includendo i vincitori delle gare annuali folkloristiche tradizionali e altre stando anche ai consigli dati dagli amministratori locali.

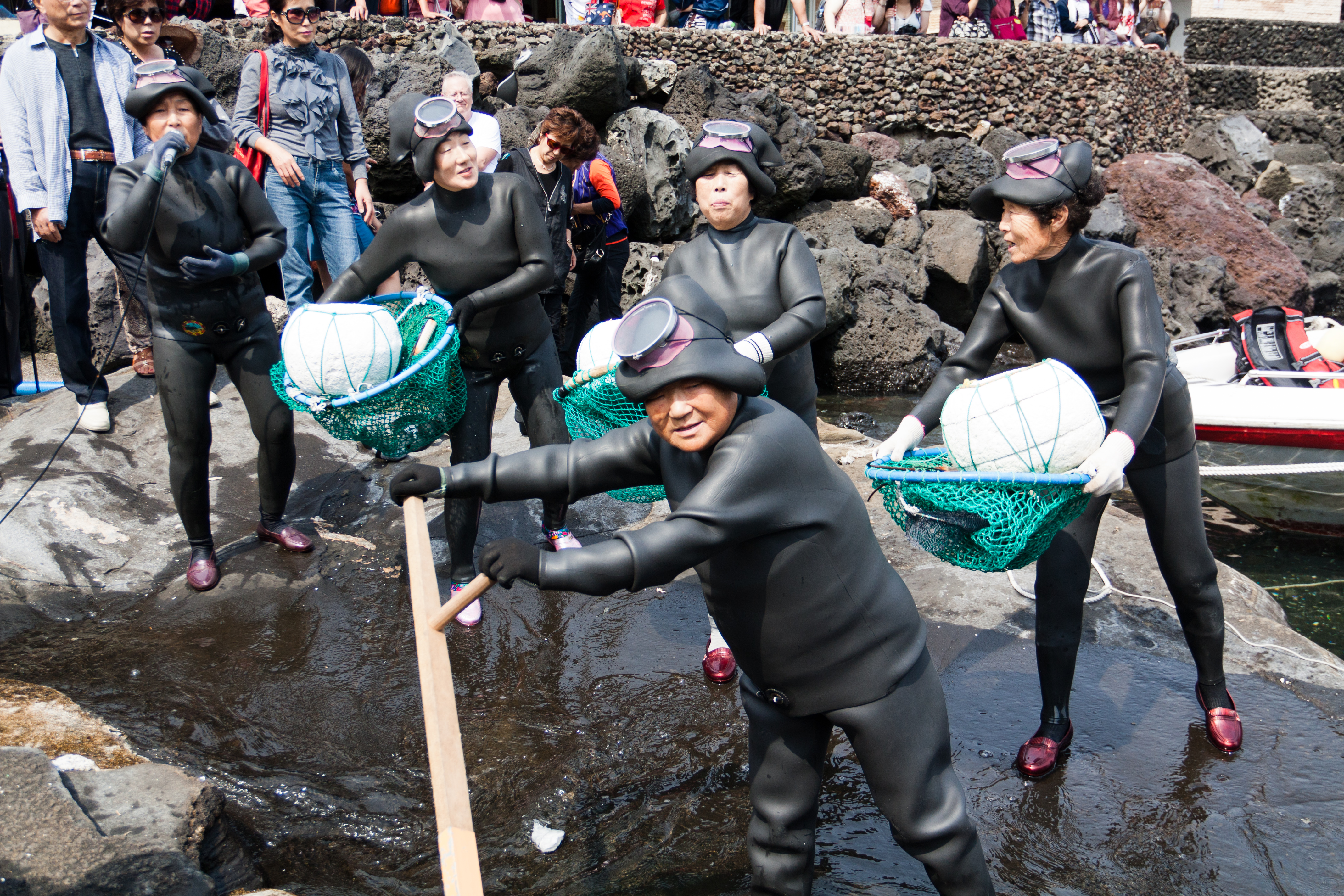
Haenyeo, donne in muta si immergono fino a 20 metri senza l'utilizzo di ossigeno presso l'isola Jeju.

Negli anni '70, la Corea ha introdotto un sistema unico per preservare le tradizioni popolari (come l'artigianato, le arti, la musica e le danze popolari, il teatro e le tecniche di preparazione del cibo). Questo processo venne innescato da un movimento politico chiamato Saemaul Undong, Nuova Comunità, il cui scopo era modernizzare la Corea rurale. In un tentativo di liberarsi dalle vecchie superstizioni, il movimento sosteneva l'abbattimento dei vecchi alberi di Zelkova che si trovavano spesso all'entrata dei villaggi in quanto si credeva che potessero proteggere il villaggio stesso. Proprio in seguito a questo distaccamento dalla tradizione nacque il sentimento di proteggere il patrimonio intangibile. A livello provinciale, nel 1971, il primo elemento che venne inserito nella lista dei patrimoni culturali immateriali fu la canzone Haenyeo, o "le donne del mare".

Le principali parti interessate del patrimonio immateriale sono i "tesori nazionali viventi" o, come vengono chiamati ufficialmente, i "titolari" (보유자?, boyujaLR), persone le quali possiedono conoscenze o abilità essenziali da essere preservate per la cultura coreana. Alcuni di questi "titolari" hanno ottenuto visibilità nazionale o fama, come ad esempio Han Bok-ryeo, titolare per la gastronomia della corte reale coreana, la quale ha supervisionato l'autenticità della presentazione di pietanze tipiche della dinastia Joseon in alcuni film storici e serie TV.

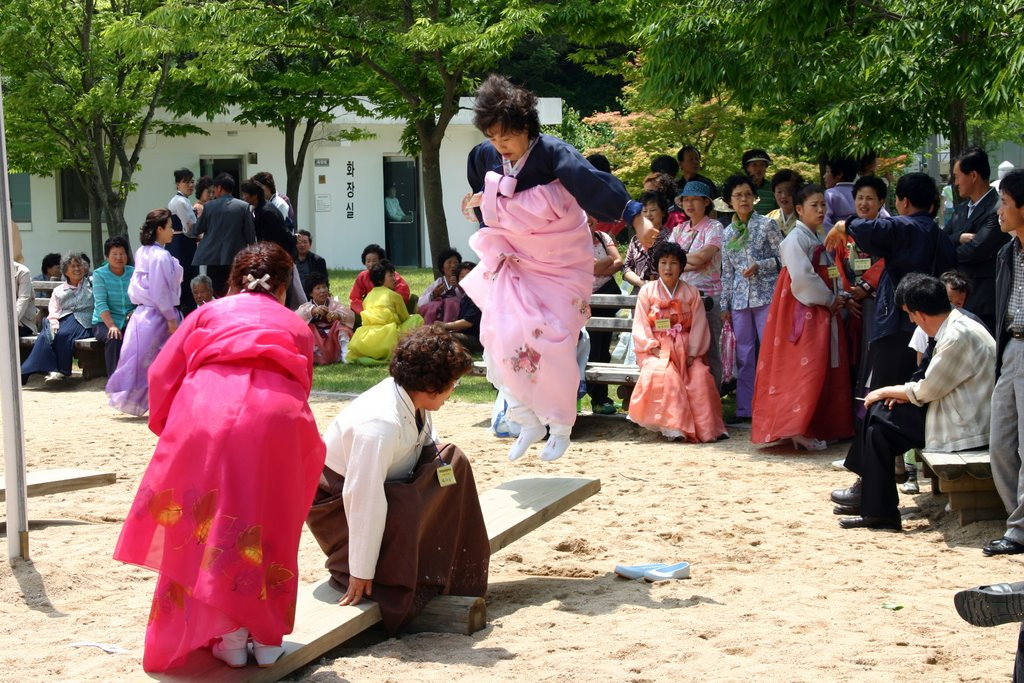
Donne giocano a Nolttwigi durante un festival.

Al programma della convenzione per la salvaguardia del patrimonio culturale immateriale dell'UNESCO che si è svolta nel 2003, la Corea del Sud ha aderito l'anno successivo. Nel 2005 la Cina ha dichiarato 1200 beni come patrimonio culturale immateriale, di cui 16 appartenenti alla minoranza coreana del paese, compresa la tradizionale cerimonia di matrimonio, l'Arirang (una canzone popolare) e il neolttwigi (un gioco tradizionale). La CHA ha deciso, quindi, che anche la Corea avrebbe allargato il proprio patrimonio culturale includendo quei beni immateriali che non hanno un "titolare" designato, come il kimchi, l'alfabeto hangul e il ginseng di Goryeo.
La CHA ha aperto un complesso per il Patrimonio Mondiale immateriale a Jeonju, il quale funge anche da centro nazionale. Il complesso copre un'area di circa 60.000 m² e venne realizzato con 66 milioni di dollari.
Nel 2017, la CHA decise di ampliare ulteriormente gli standard di eleggibilità del proprio patrimonio, andando ad includere anche beni più recenti di 50 anni. Tra questi ci sono i pattini utilizzati da Kim Yuna durante le olimpiadi invernali del 2010 e il primo treno che operò nella metropolitana di Seul nel 1974.

## Classificazione
Nelle liste dei patrimoni culturali della Corea del Sud si contano 319 Tesori Nazionali, 1935 Tesori, 537 Siti Storici e 112 Siti Panoramici. Si possono contare anche 552 Monumenti Naturali, 131 Patrimoni Culturali Immateriali, 290 Patrimoni Culturali Popolari e 676 Patrimoni Culturali Registrati. Al 2012, inoltre, si contavano 180 Tesori Nazionali Viventi attivi su 570 registrati.

### Patrimonio designato dallo stato
| Classificazione                  | Descrizione | Esempio                                                                      | Immagine |
| -------------------------------- | --- | ---------------------------------------------------------------------------- | -------- |
| Tesoro Nazionale                 | Patrimoni culturali materiali importanti, non solo per la Corea, ma per tutta l'umanità, quali: edifici storici, libri antichi e documenti, pitture, sculture, artigianato, reperti archeologici e armature.                                              | Namdaemun, 1° Tesoro Nazionale                                               |          |
| Tesoro                           | Patrimoni culturali materiali importanti quali: edifici storici, libri antichi e documenti, pitture, sculture, artigianato, reperti archeologici e armature.                                                                                              | Pietra del Buddha di Paju, 93° Tesoro                                        |          |
| Siti Storici                     | Siti di eccezionale valore storico o accademico, come: siti preistorici, fortezze, tombe, fornaci, dolmen e templi. | Fortezza di Hwaseong, 3° Sito Storico                                        |          |
| Sito Panoramico                  | Sito panoramico naturale che ha un eccezionale valore storico, artistico o paesaggistico e ritenuto unico o raro proprio per la sua caratteristica formazione naturale                                                                                    | Cascate di Jeongbang, sull'isola di Jeju, 43° Sito Panoramico                |          |
| Monumento Naturale               | Animali, piante, minerali, cave, formazioni geologiche e fenomeni naturali di eccezionale valore storico, culturale, accademico o estetico. | Pinus bungeana presso il tempio Jogyesa di Seul, 9° Monumento Naturale       |          |
| Patrimonio Culturale Immateriale | Patrimonio culturale immateriale di eccezionale valore storico, accademico o artistico, come opere teatrali, musica, danza o artigianato. I "titolari" di questi patrimoni sono i Tesori Nazionali Viventi.                                               | Taepyeongmu, un tipo di danza di corte, 92° Patrimonio culturale immateriale |          |
| Patrimonio Culturale Popolare    | Oggetti, abbigliamento ed edifici essenziali per la vita quotidiana, il commercio, i trasporti, l'intrattenimento e gli eventi pubblici, religiosi e altri festival, così che permettano la comprensione del cambio dello stile di vita durante i secoli. | Pettorale del Principe Heungseon, 65° Patrimonio culturale popolare          |          |

### Patrimonio designato da città o province
| Classificazione                  | Descrizione | Esempio                                                                                                  | Immagine |
| -------------------------------- | --- | --- | -------- |
| Patrimonio Culturale Materiale   | Edifici, testimonianze classiche, libri, documenti, pitture, sculture, artigianato e reperti archeologici.                                                                   | Cattedrale anglicana di Seul, 35° Patrimonio materiale                                                   |          |
| Patrimonio Culturale Immateriale | Opere teatrali, musica, danze e artigianato. | Somokjang (소목장?), realizzazione di mobili in legno; designato come patrimonio da più città e province |          |
| Monumenti                        | Sambaquì, antiche tombe, fortezze, siti di palazzi, siti di relitti, animali (inclusi i loro habitat e siti di riproduzione), piante (inclusi gli habitat), minerali e cave. | Parco Nakseongdae di Seul                                                                                |          |
| Patrimonio Popolare              | Oggetti, abbigliamento ed edifici essenziali per la vita quotidiana, il commercio, i trasporti, l'intrattenimento e gli eventi pubblici, religiosi e altri festival.         | Casa dell'aristocratico Han Gyuseoul, nella città di Seul                                                |          |

### Altre classificazioni

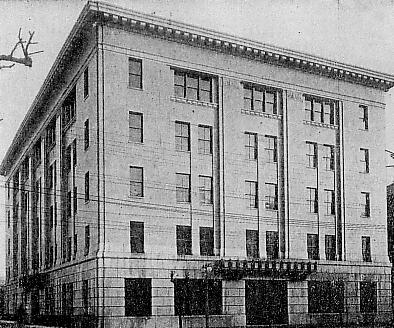
L'edificio KEPCO di Seul, inserito nella lista del Patrimonio Culturale Registrato.

#### Materiale del patrimonio culturale
Patrimonio culturale reso importante dal punto di vista regionale, ma non classificato da città o province.

#### Patrimonio culturale registrato
Prime costruzioni moderne edificate tra la fine del XIX e gli anni '40 del XX secolo le quali necessitano di azioni di conservazione per via delle loro condizioni.

#### Patrimonio culturale non registrato
A sua volta diviso in due categorie:
- Patrimonio Culturale Mobile, articolo 76, legge per la Protezione del Patrimonio Culturale: libri antichi, documenti, blocchi di legno, sculture, dipinti, artigianato e reperti archeologici i quali non sono stati classificati ne da parte dello stato ne dalle città o province, ma che necessitano di protezione per il loro valore storico o artistico e per i quali è proibita l'esportazione.
- Patrimonio Culturale Sepolto, articolo 43, legge per la Protezione del Patrimonio Culturale: beni sepolti sotto terra o in mare.

## Patrimonio UNESCO
Le relazioni con l'UNESCO sono coordinate attraverso la Commissione Nazionale della Corea del Sud per l'UNESCO dal 1654.

### Patrimonio mondiale
La Corea del Sud ha aderito al programma Patrimonio dell'umanità dell'UNESCO il 14 giugno del 1950. Al 2013, nella Corea del Sud sono presenti nove patrimoni mondiali culturali e un patrimonio mondiale naturale, con 15 siti inseriti nella lista provvisoria. Nella lista dei patrimoni mondiali sono inseriti il complesso del tempio di Bulguksa e il palazzo Changdeokgung, mentre nella lista provvisoria sono inseriti siti come le antiche fortezze di montagna della Corea centrale.

### Patrimonio culturale immateriale
Al 2021 sono presenti 21 voci della Corea del Sud iscritte nella lista del patrimonio immateriale UNESCO:
| Anno | Nome                                                                 | Note                                                                                             | Immagine |
| ---- | -------------------------------------------------------------------- | ------------------------------------------------------------------------------------------------ | -------- |
| 2008 | Il Rituale Ancestrale Reale nel santuario di Jongmyo e la sua musica |                                                                                                  |          |
| 2008 | Pansori                                                              | Opera popolare coreana                                                                           |          |
| 2008 | Festival Danoje di Gangneung                                         | Festival religioso in cui si pregano gli dei della montagna per la protezione delle proprie case |          |
| 2009 | Yeongsanjae                                                          | Rito buddhista                                                                                   |          |
| 2009 | Namsadang nori                                                       | Spettacolo maschile di danza, acrobazie e musica                                                 |          |
| 2009 | Jeju chilmeoridang yeongdeunggut                                     | Rituale delle isole Jeju in cui la popolazione locale prega per un mare calmo e pesca abbondante |          |
| 2009 | Ganggangsullae                                                       | Antica danza femminile dalla provincia di Jeolla Meridionale                                     |          |
| 2009 | Cheoyongmu                                                           | Danza in maschera                                                                                |          |
| 2010 | Gagok                                                                | Cicli di canti lirici accompagnati dall'orchestra                                                |          |
| 2010 | Daemokjang                                                           | Stile architettonico tradizionale in legno                                                       |          |
| 2011 | Tessitura del Moshi (ramiè) nella regione di Hansan                  |                                                                                                  |          |
| 2011 | Taekkyeon                                                            | Arte marziale                                                                                    |          |
| 2011 | Jultagi                                                              | Spettacolo di funambolismo                                                                       |          |
| 2012 | Arirang                                                              | Canzone popolare                                                                                 |          |
| 2013 | Gimjang                                                              | Stagione della produzione del Kimchi                                                             |          |
| 2014 | Pungmul (o Nongak)                                                   | Danze e musiche tradizionali contadine                                                           |          |
| 2015 | Rituali e giochi di tiro alla fune (con altri paesi)                 |                                                                                                  |          |
| 2016 | Tradizione delle Haenyeo                                             | Immersione delle donne dell'isola di Jeju                                                        |          |
| 2016 | Falconeria (con altri paesi)                                         |                                                                                                  |          |
| 2018 | Lotta tradizionale coreana (con la Corea del Nord)                   |                                                                                                  |          |
| 2020 | Yeondeunghoe                                                         | Rituale di accensione delle lanterne                                                             |          |

### Memoria del mondo
Al 2018, 16 sono le voci della Corea del Sud inserite nel registro della memoria del mondo dell'UNESCO:
| Anno | Nome                                                        | Note | Immagine |
| ---- | ----------------------------------------------------------- | --- | -------- |
| 1997 | Annali della dinastia Joseon                                | Annali dal 1413 al 1865 |          |
| 1997 | Hunmin jeongeum                                             | Manoscritto in cui si trova la base per il sistema di scrittura coreano                                                                  |          |
| 2001 | Seungjeongwon ilgi                                          | I diari del segretariato reale |          |
| 2001 | Jikji                                                       | Secondo volume dell'antologia degli insegnamenti Zen dei patriarchi buddhisti del monaco Baegun                                          |          |
| 2007 | Tripitaka Koreana                                           | Più di 81.000 matrici in legno per stampa su cui sono incisi testi buddhisti                                                             |          |
| 2007 | Uigwe                                                       | Protocolli reali della dinastia Joseon                                                                                                   |          |
| 2009 | Dong-ui bogam                                               | Libro dedicato alla medicina tradizionale orientale                                                                                      |          |
| 2011 | Archivio del massacro di Gwangju avvenuto il 18 maggio 1980 | |          |
| 2011 | Ilseongnok                                                  | Raccolta di riflessioni giornaliere del Sovrano che coprono gli ultimi 150 anni della dinastia Joseon                                    |          |
| 2013 | Nanjung Ilgi                                                | Diario di guerra dell'ammiragio Yi Sun-sin                                                                                               |          |
| 2013 | Archivio del Saemaul Undong (movimento Nuova Comunità)      | Scritti del movimento che si era prefissato come obiettivo la modernizzazione della comunità rurale coreana negli anni '70 del XX secolo |          |
| 2015 | Matrici di stampa su blocchi di legno                       | Più di 64.000 matrici di legno usate per stampare libri confuciani                                                                       |          |
| 2015 | Archivi del KBS "Finding Dispersed Families"                | Registrazioni del Korean Broadcasting System riguardanti la riunione di famiglie divise dalla guerra                                     |          |
| 2017 | Archivi del Movimento per il Rimborso del Debito            | Cronaca della campagna tra il 1907 e il 1910 per il risanamento del debito contratto con l'impero giapponese                             |          |
| 2017 | Documenti delle ambasciate coreane in Giappone              | Resoconti delle 12 missioni diplomatiche coreane in Giappone tra il 1607 e il 1811                                                       |          |
| 2017 | Sigilli reali e libri delle investiture                     | Raccolta dei sigilli reali e dei libri delle investiture della dinastia Joseon                                                           |          |

## Critiche
Il programma di preservazione culturale della Corea del Sud è generalmente considerato un successo dagli studiosi e dal pubblico, ma permangono dei punti da chiarire. Uno di essi è il processo di selezione dei "titolari", giacché il prestigio e il sostegno statale che ricevono genera un'accesa competizione tra gli artisti che desiderano essere scelti. Secondo Choi Sung-ja, membro del Sottocomitato per l'Eredità Culturale Immateriale, il programma di preservazione non dovrebbe fondarsi soltanto sull'esistenza dei titolari e bisognerebbe introdurre un processo di selezione meno soggettivo. Nel 2009 la CHA ha cambiato il procedimento coinvolgendo professionisti in campo accademico per introdurre un sistema di valutazione più oggettivo dei "titolari".
Il programma ha dovuto affrontare delle difficoltà anche a causa dei mutamenti nella società. Ad esempio, negli anni Novanta i gruppi cristiani iniziarono a mettere in discussione la necessità di inserire i rituali sciamanici nel patrimonio culturale. Anche lo stile di vita patriarcale, per cui l'uomo è il principale percettore di reddito nella famiglia e la donna rimane a casa, ha influenzato i "titolari", giacché le casalinghe hanno cominciato a farsi carico anche delle tradizioni popolari maschili. Il governo si è inizialmente opposto alla nomina di titolari donne per le tradizioni maschili, ma è stato gradualmente costretto ad accettarle perché non c'erano più uomini che le praticassero, o perché le donne si erano dimostrare significativamente più talentuose degli uomini.
Secondo Roald Maliangkay dell'Università Nazionale Australiana, il programma deve affrontare anche delle difficoltà causate dalla Hallyu, perché la Corea del Sud ha approfittato dell'accresciuta popolarità mondiale della propria cultura per usarla come soft power, insieme al patrimonio culturale.